# Failge Berraide
Failge Berraide (primo quarto del VI secolo; fl. II secolo) regnò sull'Uí Failge della contea di Offaly.
Non si conosce la sua esatta identità, ma come antenato eponimo degli Uí Failge potrebbe essere associato a Rus Failge, figlio del re supremo d'Irlanda Cathair Mór, che sarebbe vissuto agli inizi del II secolo. Costui è l'antenato elencato nelle genealogie, sebbene ciò sia cronologicamente impossibile. Il Libro del Leinster elenca nella lista dei sovrani un antico re chiamato Failge Rot mac Cathair. Gli Uí Failge sembrano essere stati un'antica stirpe dominante all'interno delle tribù Laigin. Secondo l'antico poema irlandese Timna Cathaír Máir (Il Testamento di Cathair Mór) Rus Failge sarebbe succeduto al padre. Failge sembra essersi opposto a Fiachu mac Néill degli Uí Néill, fondatore dei Cenél Fiachach. Nel 507 Fiachu fu sconfitto da Failge nella battaglia di Frémainn (Frewin Hill, vicino Mullingar, nella contea di Westmeath). Nel 514 Fiachu sconfisse però Failge nella battaglia di Druim Derg. E così la pianura di Mide uscì dall'orbita del potere dei Laigin e Fiachu conquistò il territorio che andava da Birr a Uisnech nella contea di Westmeath